# Cox Island, British Columbia
Cox Island är en ö i Kanada.   Den ligger i ögruppen Scott Islands i provinsen British Columbia, i den sydvästra delen av landet, 3 900 km väster om huvudstaden Ottawa. Arean är 10 kvadratkilometer. Den utgör en del av Lanz and Cox Islands Provincial Park.
Terrängen på Cox Island är lite kuperad. Öns högsta punkt är 292 meter över havet. Den sträcker sig 4,2 kilometer i nord-sydlig riktning, och 4,9 kilometer i öst-västlig riktning.